# Efavirenz/lamivudina/tenofovir
Efavirenz/lamivudina/tenofovir (EFV/3TC/TDF), vendido sob a marca Telura, é uma combinação de dose fixa de medicação para o tratamento do HIV/AIDS. Ela combina efavirenz, lamivudina e tenofovir. A partir de 2010 é a opção de primeira linha no mundo em desenvolvimento. Ela é tomado por via oral.
Efeitos colaterais podem incluir dores articulares, sonolência, dores de cabeça, depressão, problemas de sono e prurido. Graves efeitos secundários podem incluir depressão, psicose, ou necrose avascular. Em doentes com antecedentes de epilepsia, pode aumentar a frequência de convulsões. Maiores cuidados também devem ser tomados em pacientes com problemas renais. Não está claro se o uso durante a gravidez é seguro.
Faz parte da Lista de Medicamentos Essenciais da Organização Mundial de Saúde, uma lista dos mais eficazes e seguros medicamentos que são necessários em um sistema de saúde. Um ano de medicação tem o custo estimado de 154 dólares no mundo em desenvolvimento, isto a partir de 2011. A combinação recebeu tentativa de aprovação nos Estados Unidos em 2014. A sua disponibilidade e importância é suportada pelos Médicos Sem Fronteiras.